# Jim Zoet
Jim Zoet, né le 20 décembre 1953 à Uxbridge en Ontario au Canada, est un ancien joueur canadien de basket-ball. Il évolue durant sa carrière au poste de pivot.

## Palmarès
- Finaliste du championnat des Amériques 1980